# Kopfschuss
Kopfschuss è il terzo album in studio del gruppo musicale industrial metal tedesco Megaherz, pubblicato nel 1998.

## Tracce
1. Liebestöter – 4:51
2. Kopfschuss – 4:19
3. Herz aus stein – 4:04
4. Miststück – 3:30
5. Burn – 1:37
6. Rappunzel – 3:58
7. Blender – 4:19
8. Jordan – 3:39
9. Freiflug – 4:58
10. Meine sünde – 3:39
11. Teufel – 5:00
12. Schizophren – 3:34
13. Rock Me, Amadeus – 3:26
14. Liebestöter (Rock-Club Mix) – 4:26